# Garro
Garro är en ort i Mexiko.   Den ligger i kommunen Isla och delstaten Veracruz, i den sydöstra delen av landet, 400 km öster om huvudstaden Mexico City. Garro ligger 18 meter över havet och antalet invånare är 446.
Terrängen runt Garro är mycket platt. Runt Garro är det ganska tätbefolkat, med 52 invånare per kvadratkilometer. Närmaste större samhälle är Tesechoacan, 18,3 km sydväst om Garro. Trakten runt Garro består till största delen av jordbruksmark.